# Olot Televisió

Cobertura TDT de Olot TV

Olot Televisión (OTV) es la televisión privada de la comarca de la Garrocha, Gerona, que nació el 31 de enero de 1998 tras unos años en pruebas. Emite en TDT en la demarcación de Olot.
Desde el 28 de mayo de 2002, OTV emitió diariamente y se puede sintonizar desde cualquier punto de la Garrocha, puesto que Olot Televisión fue la primera televisión local de Cataluña en obtener la autorización de la Generalidad de Cataluña para emitir en TDT, tras el preceptivo informe favorable del Consejo Audiovisual de Cataluña.
Actualmente los contenidos no propios los obtiene a través de la Xarxa de Televisions Locals.